# Paddy Keenan
Paddy Keenan (Trim, 1950) is een Ierse uilleann pipes-speler.
Ook zijn vader en grootvader speelden op de uillean pipes. Zelf begon hij dit instrument al te bespelen toen hij nog maar tien jaar was. In 1971 speelde hij in St. James's Park, Londen, waar een massa mensen van zijn spel genoot. In 1974 ging hij in de band Seachtar spelen, die later werd omgevormd tot The Bothy Band. Hij speelde daar in mee tot 1979. Daarna begon hij aan een sololoopbaan tot 1980 en werd hij later in de band Moving Hearts opgenomen. In 1990 verhuisde hij naar de VS en vormde daar later een duo met gitarist Tommy O'Sullivan.

## Discografie
Soloalbums
- 1975 Paddy Keenan
- 1983 Poirt An Phiobaire
- 1997 Ná Keen Affair

Met Paddy Glackin
- 1978 Doublin'

Met Tommy O'Sullivan
- 2001 The Long Grazing Acre

Met The Bothy Band
- 1975 The Bothy Band
- 1976 Old Hag You Have Killed Me
- 1977 Out of the Wind
- 1979 After Hours (Live in Paris)
- 1983 Best Of the Bothy Band

- International Standard Name Identifier: 0000 0000 2559 2760
- Library of Congress Control Number: n85038294
- MusicBrainz: f38f017f-f1d6-4668-ad1a-442316fc43d2
- Système universitaire de documentation: 261861093
- Virtual International Authority File: 70351329
- WorldCat: E39PBJdcyC99Ytc3wQRKrxHBfq